# Morti nel 1606
| Questa pagina contiene informazioni ricavate automaticamente dalle voci biografiche con l'ausilio del template Bio e di un bot. L'aggiornamento è periodico e automatico e ricostruisce completamente la pagina. Se manca una persona in questa lista, sei pregato di non aggiungerla, ma accertati piuttosto che la sua voce biografica contenga il template Bio e che i dati anagrafici siano correttamente compilati. Se il template Bio manca, inseriscilo tu stesso o, in alternativa, metti l'avviso {{tmp\|Bio}} che ne segnala la mancanza. Se i dati riportati sono sbagliati, correggi direttamente la voce biografica; le modifiche saranno visibili in questa lista entro pochi giorni. Per chiarimenti vedi il progetto biografie. La lista contiene solo le 79 persone che sono citate nell'enciclopedia e per le quali è stato implementato correttamente il template Bio. Pagina aggiornata al 18 feb 2025. |

## Gennaio(5)
- 11 gennaio - Arnoldo III di Bentheim-Tecklenburg, nobiluomo tedesco (n. 1554)
- 20 gennaio - Francisco de Ávila y Guzmán, cardinale spagnolo (n. 1548)
- 20 gennaio - Alessandro Valignano, gesuita, scrittore e missionario italiano (n. 1539)
- 30 gennaio - Sibilla Elisabetta di Württemberg, nobile (n. 1584)
- 31 gennaio - Guy Fawkes, militare inglese (n. 1570)

## Febbraio(2)
- 2 febbraio - Gianandrea Doria, ammiraglio e nobile italiano (n. 1539)
- 16 febbraio - Baltasar de Alcázar, poeta spagnolo (n. 1530)

## Marzo(7)
- 7 marzo - Boghislao XIII di Pomerania, duca (n. 1544)
- 13 marzo - Levin Hulsius, scrittore e editore tedesco
- 16 marzo - Gaspar de Zúñiga, nobile spagnolo (n. 1560)
- 22 marzo - Nicola Owen, gesuita inglese
- 23 marzo - Giusto Lipsio, filosofo, umanista e filologo fiammingo (n. 1547)
- 23 marzo - Turibio de Mogrovejo, arcivescovo cattolico spagnolo (n. 1538)
- 29 marzo - Bernardo Davanzati, economista e agronomo italiano (n. 1529)

## Aprile(5)
- 8 aprile - Giuliano di Sant'Agostino, francescano spagnolo
- 8 aprile - Carlo II di Hohenzollern-Sigmaringen, nobile (n. 1547)
- 9 aprile - Jean Vauquelin de La Fresnaye, poeta e scrittore francese (n. 1536)
- 12 aprile - Diego Romano y Gobea, vescovo cattolico spagnolo (n. 1538)
- 28 aprile - Baccio Valori, letterato, umanista e politico italiano (n. 1535)

## Maggio(9)
- 3 maggio - Henry Garnet, gesuita britannico (n. 1555)
- 5 maggio - Alvise Belegno, politico, avvocato e letterato italiano (n. 1539)
- 17 maggio - Niccolò Orlandini, gesuita, storico e umanista italiano (n. 1553)
- 18 maggio - Giovanni Antonio Facchinetti de Nuce, cardinale italiano (n. 1575)
- 22 maggio - José de Sigüenza, storico, poeta e teologo spagnolo (n. 1544)
- 23 maggio - Agostino Valier, cardinale e vescovo cattolico italiano (n. 1531)
- 27 maggio - Falso Dimitri I di Russia, sovrano russo (n. 1589)
- 28 maggio - Ranuccio Tomassoni, italiano
- 30 maggio - Guru Arjan, indiano (n. 1563)

## Giugno(4)
- 15 giugno - Pietro Nolasco Perra, prete italiano (n. 1574)
- 19 giugno - Sakakibara Yasumasa, militare giapponese (n. 1548)
- 21 giugno - Sokolluzade Lala Mehmed Pascià, politico e militare ottomano
- 24 giugno - Pedro Bravo de Acuña, militare spagnolo

## Luglio(1)
- 20 luglio - Furuta Shigekatsu, militare giapponese (n. 1560)

## Agosto(3)
- 12 agosto - Ascanio II della Corgna, nobile e politico italiano (n. 1571)
- 15 agosto - Fabio Albergati, giurista italiano (n. 1538)
- 24 agosto - Domenico Giovanni Candela, teologo e gesuita italiano (n. 1541)

## Settembre(4)
- 7 settembre - Giorgio X di Cartalia, re (n. 1560)
- 9 settembre - Leonhard Lechner, compositore e cantore tedesco
- 11 settembre - Karel van Mander, pittore, poeta e biografo fiammingo (n. 1548)
- 14 settembre - Flavia Damasceni Peretti, nobildonna italiana (n. 1574)

## Ottobre(4)
- 4 ottobre - Giovanni Maria Butteri, pittore italiano
- 5 ottobre - Philippe Desportes, poeta francese (n. 1546)
- 8 ottobre - Giovanni VI di Nassau-Dillenburg, conte olandese (n. 1536)
- 25 ottobre - Clemente Politi, vescovo cattolico italiano

## Novembre(6)
- 1º novembre - Bartolomeo Ferratini, cardinale italiano (n. 1534)
- 8 novembre - Girolamo Mercuriale, medico e filosofo italiano (n. 1530)
- 11 novembre - Eliseo Baruffaldi, brigante italiano
- 14 novembre - Melchior Lussi, politico e condottiero svizzero (n. 1529)
- 16 novembre - Alderano Cybo-Malaspina, nobile italiano (n. 1552)
- 30 novembre - John Lyly, drammaturgo britannico

## Dicembre(3)
- 9 dicembre - Dervish Mehmed Pascià, politico e militare ottomano (n. 1569)
- 21 dicembre - Matteo Senarega, doge (n. 1534)
- 29 dicembre - István Bocskai, nobile e condottiero ungherese (n. 1557)

## Senza giorno specificato(26)
- Akaza Naoyasu, militare giapponese
- Tiziano Aspetti, scultore italiano (n. 1559)
- Heinrich Bünting, teologo e cartografo tedesco (n. 1545)
- Cesare Campana, scrittore e storico italiano
- Angelo Cesi, vescovo cattolico italiano (n. 1530)
- Philippe Danfrie, incisore francese (n. 1532)
- William Douglas, VI conte di Morton, nobile scozzese
- Paolo Farinati, pittore, incisore e architetto italiano (n. 1524)
- Ferdinando Farnese, vescovo cattolico e diplomatico italiano (n. 1543)
- Giovanni Battista Fiammeri, pittore, presbitero e scultore italiano (n. 1530)
- Arthur Golding, traduttore inglese
- Erasmus Habermel, incisore tedesco (n. 1538)
- Hori Hideharu, militare giapponese (n. 1575)
- Lucas Janszoon Waghenaer, cartografo olandese (n. 1534)
- Andreas Lussi, politico svizzero
- Giulio Cesare Mariconda, vescovo cattolico italiano
- Curzio da Marignolle, letterato italiano (n. 1546)
- Antonio Minutoli, medico italiano (n. 1531)
- Ieremia Movilă, principe moldavo
- Ottaviano Mascherino, architetto italiano (n. 1536)
- Wolf Rumpf, politico e ambasciatore tedesco (n. 1536)
- Shimokata Sadakiyo, militare giapponese (n. 1527)
- Tiburzio Spannocchi, architetto e ingegnere italiano (n. 1543)
- Ottavio Strada, antiquario italiano
- Henri de Monantheuil, matematico e medico francese (n. 1536)
- Melchiore di Thorigny, nobile francese